# Bernd Fasching

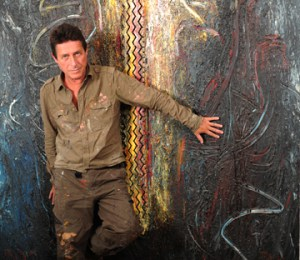
Bernd Fasching

Bernd Fasching (* 18. Juli 1955 in Wien; † 11. Oktober 2021) war ein österreichischer Maler und Bildhauer. Er lebte und arbeitete in Wien sowie in Istrien/Kroatien.

## Werk
Ein zentrales Element war die Schöpfung seiner Kunstwerke inmitten eines Publikums. Unter dem Titel 12 Tage 12 Nächte lebte und arbeitete Fasching zwischen 1987 und 2006 siebenmal für ebendiese Zeitspanne für jedermann beobachtbar und jederzeit gesprächsbereit in Galerien rund um den Globus. Die zwölf Taten des Herakles waren Vorbild dieses Projekts. Dementsprechend schuf Fasching stets zwölf Gemälde, deren Themen von den Gesprächen mit den Besuchern der Aktionen inspiriert wurden. Für jede der sieben Stationen [Wien (1987), Amsterdam (1990), Köln (1991), Zürich (1992), Jerusalem (1994), New York (1997) und abschließend wieder Wien (2006)] wurde ein eigener Klang komponiert, der 288 Stunden lang in der jeweiligen Galerie zu hören war.

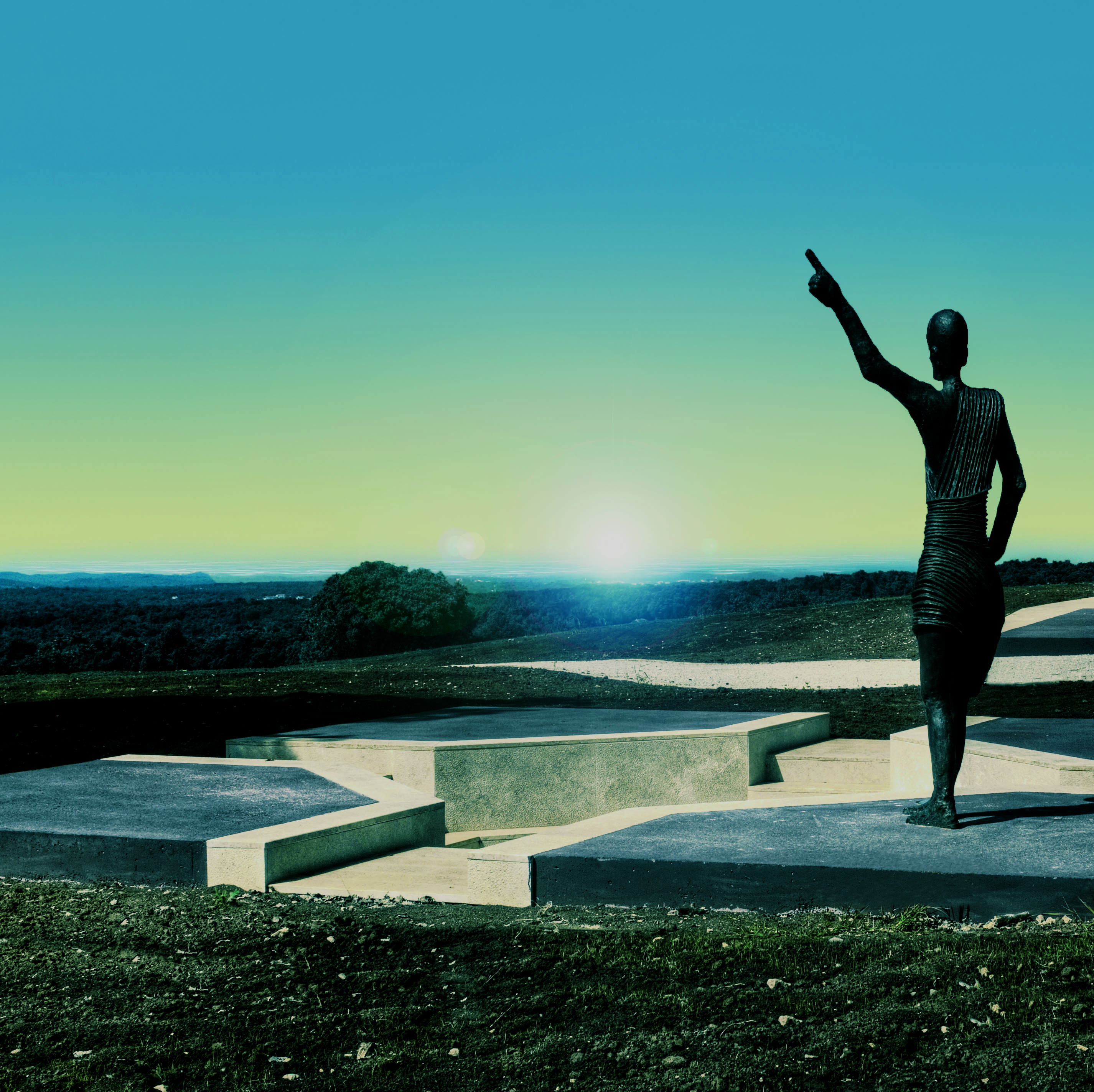
„A More Complex Reality“ – Skulpturen-Formation in Istrien

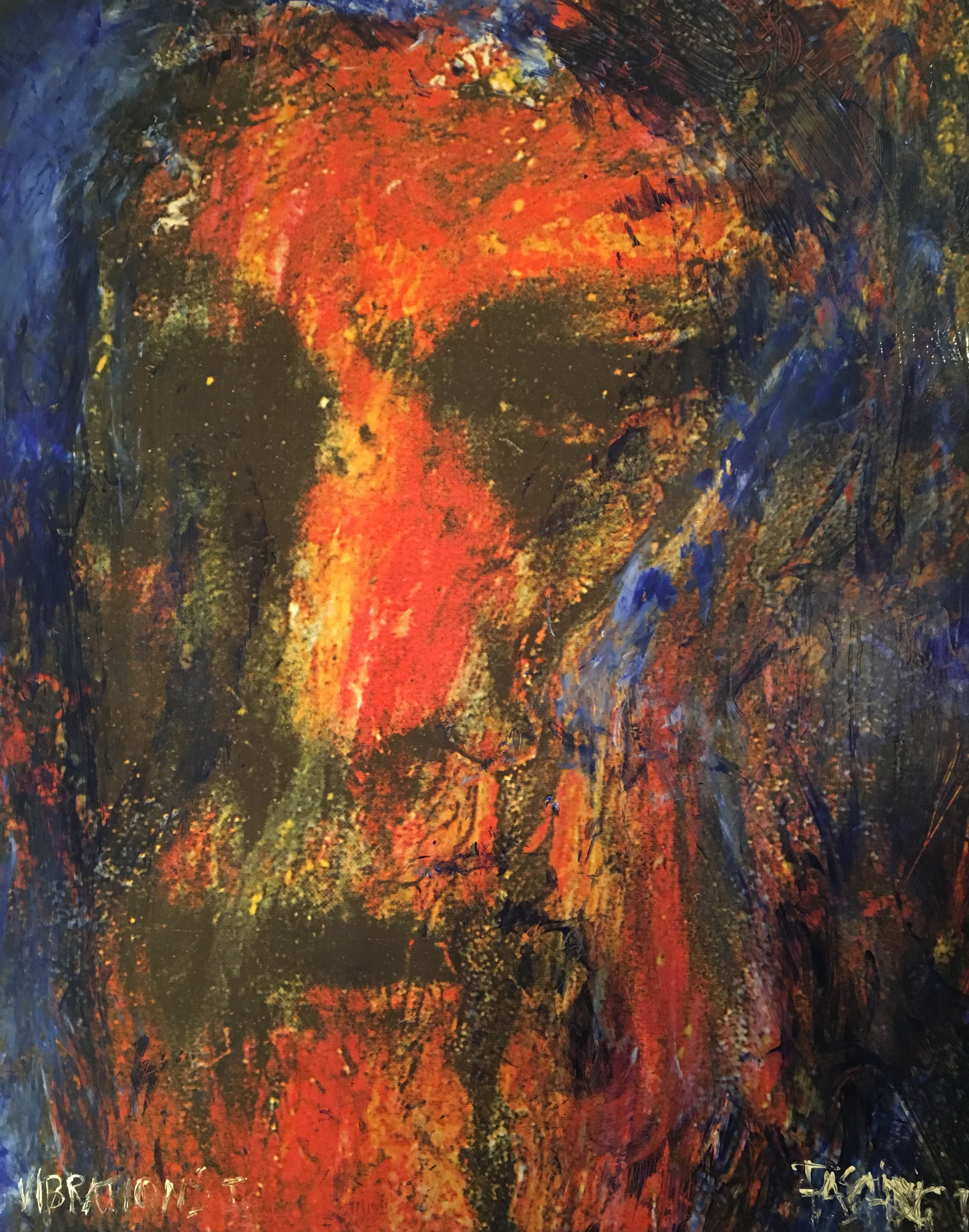
FREUD VIBRATIONS 2018

Fasching schuf begehbare Skulpturen (Der Hammer des Thor, 1990) im Eingangsbereich des Museums für Angewandte Kunst (MAK) in Wien, das Projekt Terra Nova (1996–1997) in der Dominikanischen Republik und das Werk A More Complex Reality (2009) in Istrien.
Im Jahr 2000 wurde mit dem Projekt Westwerk erstmals der Wiener Stephansdom für die Ausstellung eines zeitgenössischen Künstlers geöffnet. Seine Skulpturen, Malerei und Formationen verbanden sich mit der Architektur des Doms zu einer Auseinandersetzung über Kontinuität und Brüche in der Geschichte.
Sein Werk Tondo Papst (2013) lädt Besucher des Stephansdoms zur ständigen Begegnung mit Papst Johannes Paul II. ein.

## Werke
- 12 Tage 12 Nächte – Wien (1987)
- 12 Tage 12 Nächte – Amsterdam (1990)
- Der Hammer des Thors – MAK, Wien (1990)
- 12 Tage 12 Nächte – Köln (1991)
- 12 Tage 12 Nächte – Zürich (1992)
- Kopf-Bahnhöfe – Wien (1993)[4]
- 12 Tage 12 Nächte – Jerusalem (1994)
- Die Energie-Frage-Stuttgart (1994)[5]
- 12 Tage 12 Nächte – New York (1997)
- Terra Nova – Una Formacion Americana – Casa de Campo, Dominikanische Republik (1997)
- Tools (1999)
- The Vienna Pillows (1999)
- Westwerk – Formation im Wiener Stephansdom (2000)
- Preistrophäe für den Diva Award Immobilie des Jahres (2002)
- Vienna Mirror – das starke und verwundbare Herz der Demokratie – Umgestaltung des Lueger-Denkmals an der Wiener Ringstraße – Phase 1 (2003)
- Gaza Power Station – Gaza City (2003 – Realisierung wegen der 2. Intifada auf unbestimmte Zeit verschoben)
- 12 Tage 12 Nächte – Wien (2006)
- Vienna Sky Vibrations (2008)
- A More Complex Reality – Skulpturen Formation in Istrien (2008–heute)
- Herz Hirten (2010)
- Heads (2011)
- Brain Architecture – eine Verschmelzung aus Malerei und Bildhauerei (2012)
- Bildnis Papst Johannes Paul II. – Stephansdom (2013)
- Im Labyrinth der Farben und Töne – Mozart und Goethe Vibrations Sonderausstellung Mozart-Haus Vienna (2013–2014)[6]
- Schiller versinkt im Kantblock – Galerie Artziwna in der Herrengasse 17, 1010 Wien (2014)
- Kunst rettet Österreich – Wir sind Hypo (2015)
- Die Argonauten auf der Suche nach dem goldenen Vlies – Urkonzept von Bernd Fasching (2015)
- Ausstrahlung des Films „Kunst rettet Österreich“ im Rahmen des Kulturmontages auf ORF2 und 3SAT (2016)
- Die Bank –  eine Bank, die stellvertretend für Österreich da steht „Kunst rettet Österreich“ (2016)
- Neosophie – eine Ausstellung im Sofitel Vienna Stephansdom in Kombination mit dem markanten Bau von Jean Nouvel und den Lichtfresken von Pipilotti Rist (2017)
- Freud Vibrations (2018)